# Pohlia baldwinii
Pohlia baldwinii là một loài Rêu trong họ Bryaceae. Loài này được (Broth. ex E.B. Bartram) W. Schultze-Motel miêu tả khoa học đầu tiên năm 1962.